# Beautiful Saviour
Beautiful Saviour (Hermoso Salvador, traducido al español) es un álbum acústico de la banda contemporánea de música de adoración Planetshakers, lanzado en 2008. Es una recopilación de sus más conocidos temas acústicos, más dos temas nuevos que fueron especialmente escritos para esta producción.

## Temas
- Praise Him (5:33)
- Open Up The Gates (4:13)
- Free (5:00)
- Reflector (3:57)
- Glory To God (5:36)
- How I Love You (6:15)
- Lift Up Your Eyes (7:02)
- Greatly To Be Praised (4:30)
- Salvation (4:58)
- It's All About Jesus (5:55)
- I Just Want You (3:44)
- Beautiful Saviour (8:26)
- Rain Down (8:39)
- Nothing Is Impossible (5:45)